# Рейхвейн, Адольф

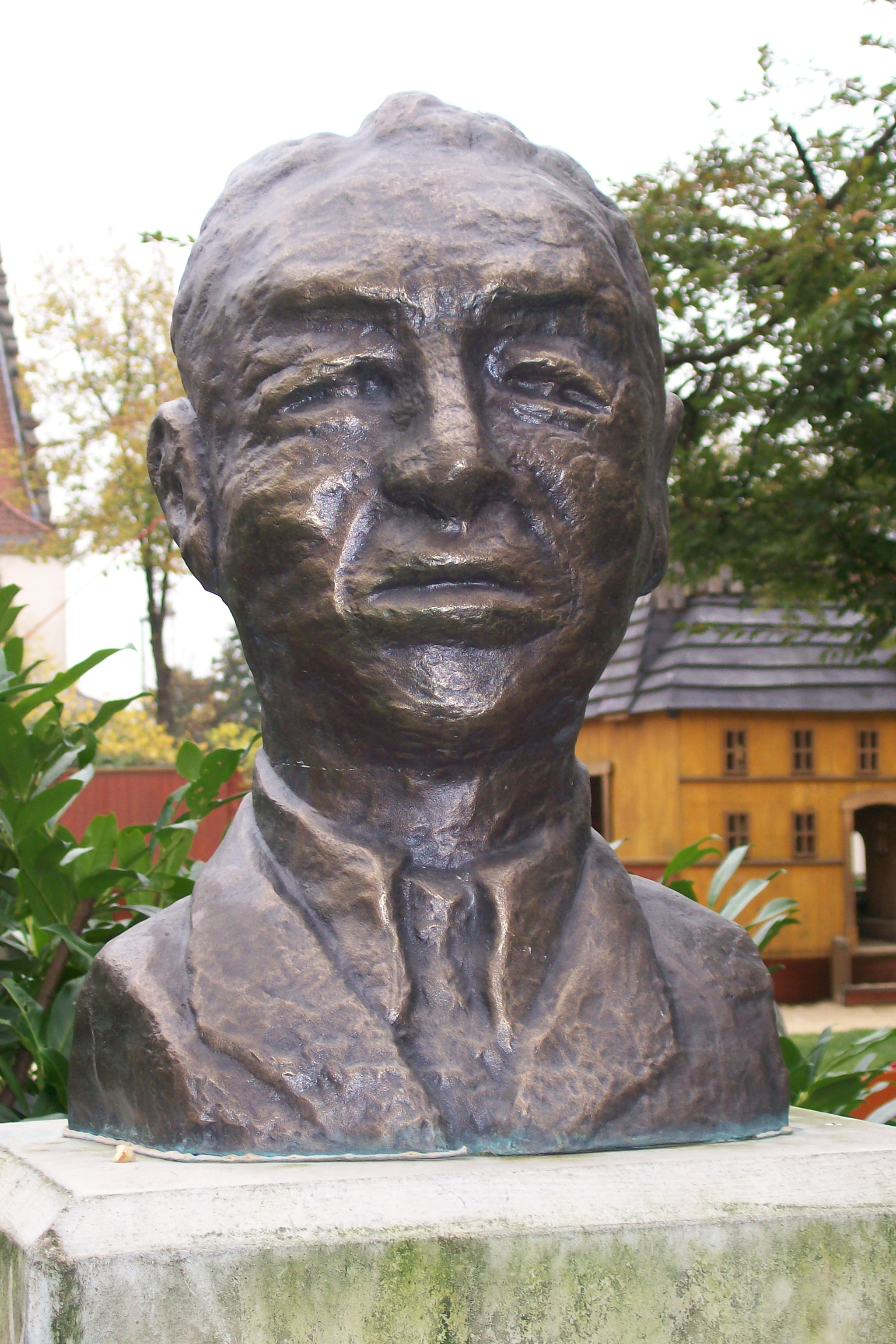
Бюст Адольфа Рейхвейна, Оснабрюк, Германия

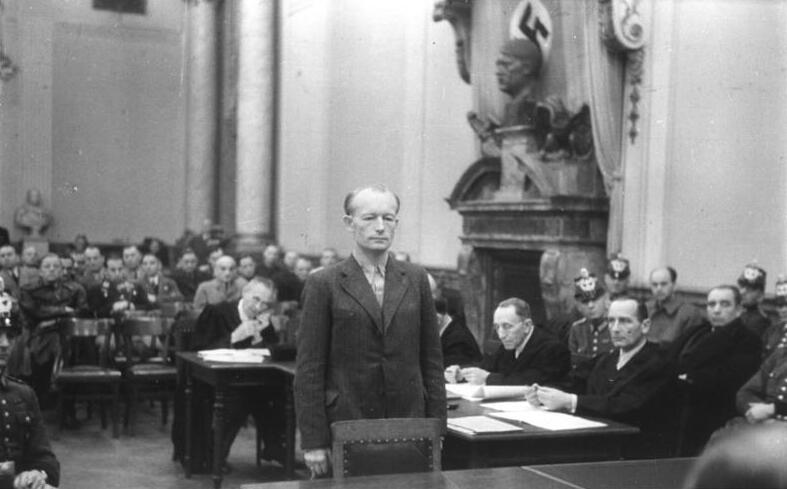
Суд над Адольфом Рейхвейном, 1944 год

Адольф Рейхвейн (нем. Adolf Reichwein; 8 октября 1898, Бад-Эмс — 20 октября 1944, Берлин) — немецкий профессор, учёный, преподаватель; социал-демократ и антифашист, казненный нацистами. Впервые ввёл понятие «музейная педагогика».

## Биография
Участник Первой мировой войны, был ранен на фронте.
После войны возглавлял различные образовательные заведения. В «Голодном марше в Лапландию» в форме дневника изложил своё изнурительное путешествие с безработной молодёжью по крайнему северу Европы. В 1929—1930 годах был советником министра культуры Пруссии Карла Генриха Беккера.
В 1930 году стал профессором истории Галльского педагогического института. После прихода нацистов к власти был отстранён от работы и направлен учителем в сельскую школу Тифензее под Берлином (ныне территория городка Вернойхен).
Являясь противником нацизма, Рейхвейн примкнул к антигитлеровскому движению Сопротивления, участвовал в Кружке Крейзау, наладил связь с руководителем подпольной коммунистической группы Антоном Зефковом. Рассматривался как возможная кандидатура на пост министра культуры в демократическом правительстве в случае успешного покушения на Гитлера. В июле 1944 года был арестован гестапо и казнён по приговору Народной судебной палаты вместе с Юлиусом Лебером, Германном Маасом и Густавом Дарендорфом.

## Научная деятельность
А. Рейхвейн был руководителем отдела «Школа и музей» в этнографическом музее Берлина в 1939—1944 годах. Занимался проблемой взаимоотношения школы и музея, одним из первых ввёл в обиход термин «музейная педагогика».
Успех педагогической деятельности в музее А. Рейхвейн связывал со следующими условиями:
- Экспозиция музея должна строиться с учётом образовательных задач школы.
- Посещение классом вместе с учителем экспозиции должно согласовываться с музеем.
- В музейном пространстве учитель должен иметь хороший творческий контакт с классом.
- В работе своих творческих объединений учителя должны уделять внимание музею.
- Научные сотрудники музея должны заниматься подготовкой учителей.
- Музей как образовательное учреждение должен быть открыт и доступен учителям разного профиля.

Наряду с этим А. Рейхвейн, выступая против превращения музеев в формальные собрания учебных пособий, говорил о необходимости создания дидактических экспозиций на базе общей музейной коллекции в соответствии с востребованными школой темами.